# Plesiorycteropus
Plesiorycteropus är ett utdött släkte av däggdjur som förekom på Madagaskar. Individerna liknade i viss mån jordsvinet men det finns ingen närmare släktskap mellan dessa djur. Plesiorycteropus är ensam i familjen Plesiorycteropodidae och även i ordningen Bibymalagasia. Två arter blev beskrivna P. madagascariensis och P. germainepetterae.

## Utseende och ekologi
Arterna var med en vikt av 6 till 18 kg betydlig mindre än jordsvinet. Huvudet blev bara cirka 10 cm lång. Kanske saknade de tänder men inga rester av djurens käkar blev upphittade. Vid fötterna fanns kraftiga klor och därför antas att individerna ofta grävde i marken efter insekter och deras larver. Allmänt är det detaljer i skallens och ryggradens konstruktion som skiljer Plesiorycteropus från andra däggdjur. På grund av att kvarlevor blev upptäckta i skogar och nära träskmarker antas att individerna levde i dessa habitat.

## Utdöende
Det är nästan inget känt om arternas utdöende. MacPhee som placerade släktet i den nya ordningen Bibymalagasia antar att de sista individerna levde för cirka 1000 år sedan. Europeiska upptäcktsresande som nådde ön under 1700-talet noterade inga berättelser om dessa djur. Ett ben som undersöktes med C14-metoden daterades till 2150 B.P. Orsaken till utdöendet är inte heller utredd. Andra däggdjur från Madagaskar som dog ut under samma tid, till exempel endemiska flodhästar, Cryptoprocta spelea (en stor släkting till fossan) och elefantfåglar, var större och inte specialiserade på insektsföda. Arter med en liknande storlek och val av föda som falanok (Eupleres goudotii) och fingerdjur (Daubentonia madagascariensis) har överlevt. Som möjlig orsak utpekas svedjebruk och andra landskapsförändringar som utfördes av öns ursprungsbefolkning.